# Вила-Верде (Алижо)
Вила-Верде (порт. Vila Verde) — населённый пункт и район в Португалии, входит в округ Вила-Реал. Является составной частью муниципалитета Алижо. По старому административному делению входил в провинцию Траз-уж-Монтиш и Алту-Дору. Входит в экономико-статистический субрегион Доуру, который входит в Северный регион. Население составляет 844 человека на 2001 год. Занимает площадь 42,09 км².
6 января в посёлке проводится ежегодная ярмарка крупного рогатого скота, которая называется «Feira dos Reis». Награды вручаются лучшим животным, участвующим на ярмарке.